# Devanayakanahalli, Turuvekere
Devanayakanahalli là một làng thuộc tehsil Turuvekere, huyện Tumkur, bang Karnataka, Ấn Độ.